# Mariano Armellini
Mariano Armellini (1852-1896) foi um historiador e arqueólogo italiano. Escreveu, entre outros obras, "Os Antigos Cemitérios Cristãos de Roma e da Itália (Gli antichi cimiteri cristiani di Roma e d'Italia), "As Catacumbas Romanas" (Le catacombe romane), mas ficou célebre pela obra "As Igrejas de Roma do século IV ao XIX" (Le Chiese di Roma dal secolo IV al XIX), grande obra na qual descreve muita igrejas da cidade.